# Tubificoides methanicus
Tubificoides methanicus is een ringworm uit de familie van de Naididae. De wetenschappelijke naam van de soort is voor het eerst geldig gepubliceerd in 2008 door Kvist, Dreyer & Erséus.